# Michael Cleveland
Michael Cleveland (nascido. ~1980) é um tocador americano e cego de Rabeca (Fiddle) de bluegrass.

## Primeiros anos
Cleveland nasceu em Henryville, Indiana.  Mike tocou pela primeira vez o fiddle com a idade de quatro anos. Sua habilidade foi reconhecida em uma idade precoce, com aparições no Grand Ole Opry, A Prairie Home Companione antes no Congresso dos Estados Unidos no início da adolescência.
Depois de se formar a partir da Kentucky School for the Blind ele se apresentou com vários músicos, incluindo Dale Ann Bradley e Rhonda Vincent.

## Prêmios
Seu primeiro projeto solo pela Rounder Records, Flame Keeper, ganhou o prêmio da International Bluegrass Music Association Instrumental Album of the Year em 2002, e ele compartilhou o mesmo prêmio com Tom Adams em 2004 pelo Tom Adams and Michael Cleveland Live at the Ragged Edge. Seu terceiro prêmio veio em seu álbum de 2006 Let 'Er Go, Boys!.
Cleveland ganhou o IBMA 2008 Fiddle Player of the Year e o 2010 Instrumental Group of the Year com a sua banda Flamekeeper, pelo terceiro ano. Cleveland já havia vencido o Fiddle Player of the Year (Tocador de fiddle do ano) em 2001, 2002, 2004, 2006, 2007, 2008, 2009, 2010 e 2011.

## Touring
Em 2007, Cleveland e a sua banda Flamekeeper entretiveram como parte do Bluegrass Sundays Winter Concert Series em Toronto, Ontario, Canada. The group performed at the Sally Creek Music Festival in Thames Centre, Ontario, in July, 2010.

### Álbuns solo
- Flame Keeper [Rounder Records] 2002
- Let Er Go Boys (Rounder Records) 2006

### Com Tom Adams
- Live at the Ragged Edge (Rounder Records) 2004

### Michael Cleveland and Flamekeeper
- Leavin' Town (Rounder Records) 2008
- Fired Up (Rounder Records) 2011
- On Down The Line (Compass Records) 2014